# Saint-Yorre
Saint-Yorre es una comuna francesa situada en el departamento de Allier, de la región de Auvernia-Ródano-Alpes.
Los habitantes se llaman Saint-Yorrais.

## Geografía
Está ubicada a 8 km al sur de Vichy, en la orilla derecha del río Allier.

## Demografía
| 2 942 | 3 042 | 3 154 | 3 103 | 3 003 | 2 840 | 2 734 | 2 713 |
| Para los censos de 1962 a 1999 la población legal corresponde a la población sin duplicidades (Fuente: INSEE [Consultar]) |       |       |       |       |       |       |       |